# Keith Newton (prélat)
Pour les articles homonymes, voir Keith Newton et Newton.
Keith Newton (né le 10 avril 1952 à Liverpool) est un prélat anglais. Il a été évêque au sein de l'Église d'Angleterre jusqu'en 2010. Puis il intègre l'Église catholique romaine au sein de laquelle il est ordonné prêtre le 15 janvier 2011. Le pape Benoît XVI lui confie le même jour la charge d'ordinaire pour l'ordinariat personnel de Notre-Dame de Walsingham, structure nouvelle destinée à accueillir les groupes d'anglicans convertis au catholicisme.

## Biographie

### Jeunesse et formation
Après avoir fait ses études jusqu'en 1970 dans la ville de Liverpool, Keith Newton vient suivre des cours de théologie au sein de King's College de Londres de 1970 à 1973. Il poursuit ensuite ses études au sein du Christ Church College de Cantorbéry, et reçoit une formation de prêtre au sein du St Augustine’s College. Le 25 août 1973, il épouse Gill Donnison ; ils auront trois enfants

### Service au sein de l'Église d'Angleterre
Il est ordonné diacre en 1975 puis prêtre en 1976 au sein du diocèse anglican de Chelmsford par son évêque John Trillo. Il occupe pour son premier poste la charge de prêtre assistant pour la paroisse Sainte-Marie de Great Ilford. En 1978 il devient vicaire dans l'équipe pastorale de Wimbledon, dans le diocèse anglican de Southwark.
De 1985 à 1991, il rejoint le diocèse du Sud Malawi dans la province d'Afrique centrale. Pour la plus grande partie de cette période (1986-1991), il occupe le poste de doyen de la cathédrale Saint-Paul de Blantyre, au Malawi.
En 1991, revenu au Royaume-Uni, il sert au sein du diocèse de Bristol, comme vicaire pour la paroisse de la Nativité à Knowle (quartier de Bristol). Lorsque le synode général de l'Église d'Angleterre accepte l'ordination des femmes prêtres, cette paroisse fait partie des premières qui demandent à bénéficier d'une clause d'exemption et de protection contre la nouvelle mesure et à bénéficier d'un accompagnement épiscopal alternatif par un visiteur épiscopal provincial. En 1997 Keith Newton ajoute à sa charge celle d'une autre paroisse de Bristol (All Hallows, dans le quartier Easton). À partir de 2000 il est chanoine honoraire de la cathédrale de Bristol.
Il occupe ces positions jusqu'au 7 mars 2002, date à laquelle il reçoit l'ordination épiscopale de l'archevêque de Cantorbéry, George Carey. Nommé évêque suffragant de Richborough, il sera visiteur épiscopal pour la province de Cantorbéry jusqu'en 2010,. Les visiteurs épiscopaux (PEV, populairement connus sous le nom d'évêques volants) sont chargés de « l'accompagnement pastoral des paroisses opposées à l'ordination des femmes » dans une aire assez vaste.

### Réaction à Anglicanorum Coetibus et réception dans l'Église catholique
Le 8 novembre 2010, avec quatre autres évêques anglicans (deux en activité et deux évêques émérites), Keith Newton annonce sa démission à la date du 31 décembre, pour quitter l'Église d'Angleterre, entrer en pleine communion avec Rome et rejoindre le futur ordinariat d'Angleterre et du pays de Galles.
Au lendemain de sa démission effective, le 1er janvier 2011, Keith Newton est reçu dans l'Église catholique avec les deux autres évêques en activité qui ont démissionné avec lui : John Broadhurst évêque de Fulham et Andrew Burnham évêque d'Ebbsfleet, ainsi que trois des sept religieuses de la communauté de Walsingham. Ils reçoivent le sacrement de confirmation dans la cathédrale de Westminster, des mains de l'évêque Alan Hopes, lui-même anglican converti au catholicisme en 1994. Les trois ex-évêques doivent être le fer de lance de l'ordinariat en cours de formation. Plusieurs autres personnes sont reçus dans l'Église catholique en même temps que les trois ex-évêques, et notamment la femme de Keith Newton. Délibérément, la tenue de la cérémonie n'avait pas été annoncée au préalable.

### Service au sein de l'Église catholique

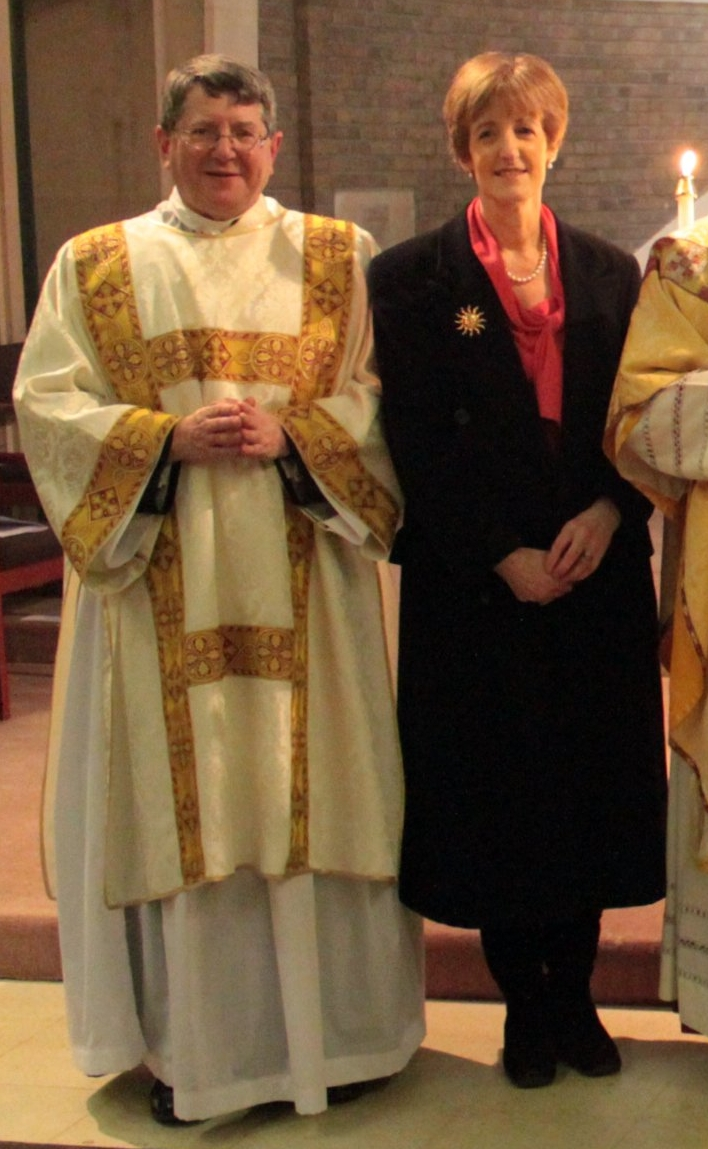
Keith Newton avec son épouse Gill lors de son ordination diaconale au sein de l'Église catholique, le 13 janvier 2011.

Le 13 janvier 2011, toujours accompagné de John Broadhurst et Andrew Burnham, Keith Newton est ordonné diacre au sein de l'Église catholique, dans la chapelle du séminaire de Allen Hall. Le surlendemain, par décret du pape Benoît XVI, l'« ordinariat personnel de Notre-Dame de Walsingham » est érigé pour l'Angleterre et le Pays de Galles, et les trois ecclésiastiques y sont incardinés. Ils reçoivent le même jour l'ordination sacerdotale de l'archevêque de Westminster, Vincent Nichols.
Keith Newton reçoit la charge de cette nouvelle structure, dont il est nommé "ordinaire" : comme il est précisé dans la constitution Anglicanorum Coetibus, étant marié, il ne peut être sacré évêque, mais il occupe à de nombreux égards une fonction équivalente. Les deux autres anciens évêques sont chargés de préparer avec lui la formation et l'accueil des futurs membres de l'ordinariat.
Évoquant son parcours personnel, Keith Newton indique qu'il ne voit pas « sa réception dans l'Église catholique comme une rupture radicale mais comme une étape d'un pèlerinage de foi entamé à son baptême ». Remerciant aussi bien les membres de l'Église catholique pour leurs encouragements que l'archevêque de Cantorbéry Rowan Williams pour sa compréhension, il indique que la constitution Anglicanorum Coetibus permet de voir se réaliser la forme d'unité dont il a longtemps rêvé.
Le 17 mars 2011, Keith Newton est élevé par le pape à la dignité de protonotaire apostolique, la plus élevée pour les prélats qui ne sont pas évêques,.
Le 29 avril 2024, le pape accepte sa démission de ses fonctions d'ordinaire de l'ordinariat personnel Notre-Dame-de-Walsingham.